# Corallium boshuense
Corallium boshuense is een zachte koraalsoort uit de familie Coralliidae. De koraalsoort komt uit het geslacht Corallium. Corallium boshuense werd in 1903 voor het eerst wetenschappelijk beschreven door Kishinouye. 